# 1814 en arts plastiques
| Années des arts plastiques : 1811 - 1812 - 1813 - 1814 - 1815 - 1816 - 1817    |
| Décennies des arts plastiques : 1780 - 1790 - 1800 - 1810 - 1820 - 1830 - 1840 |

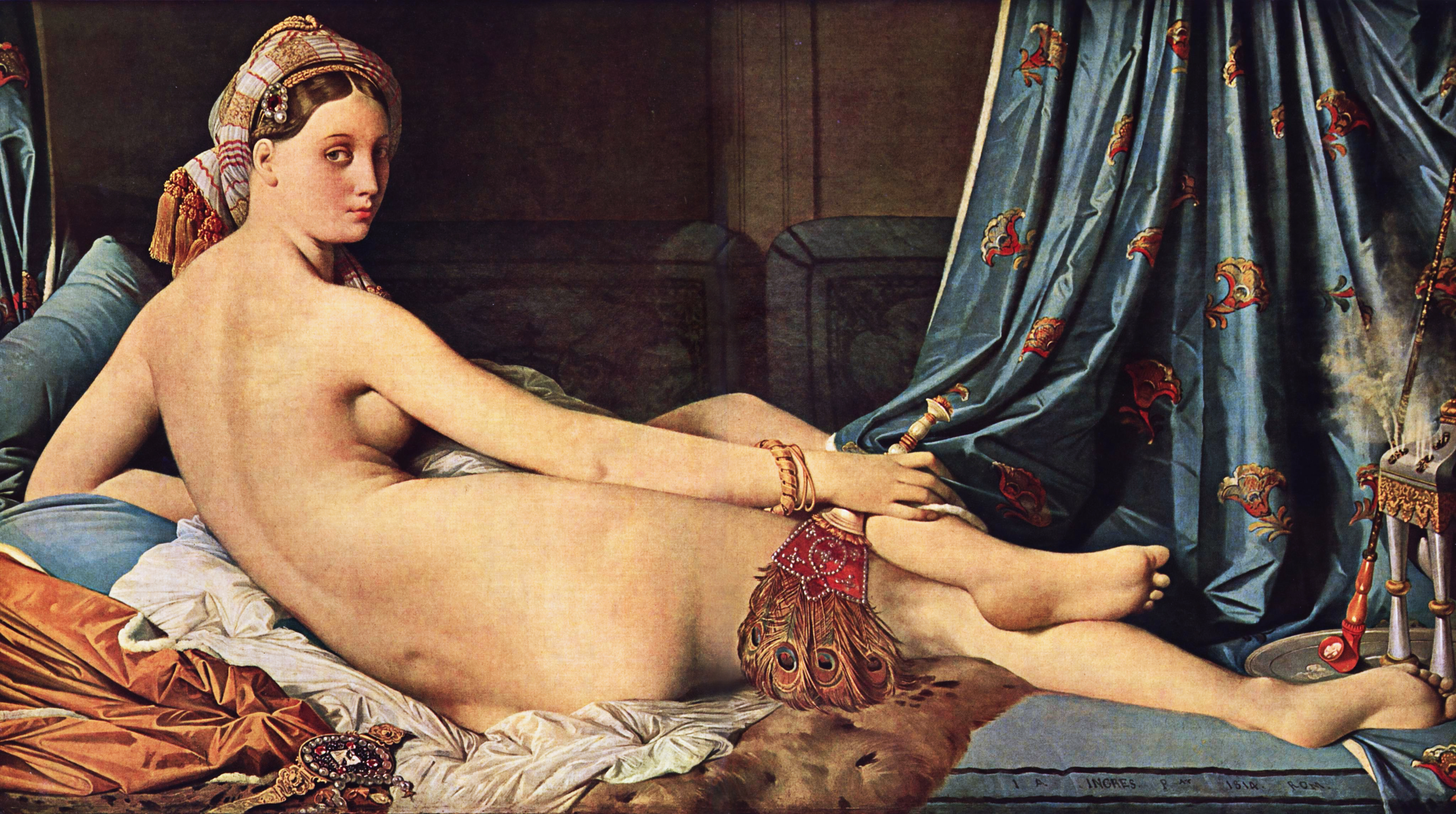
La Grande Odalisque d'Ingres.

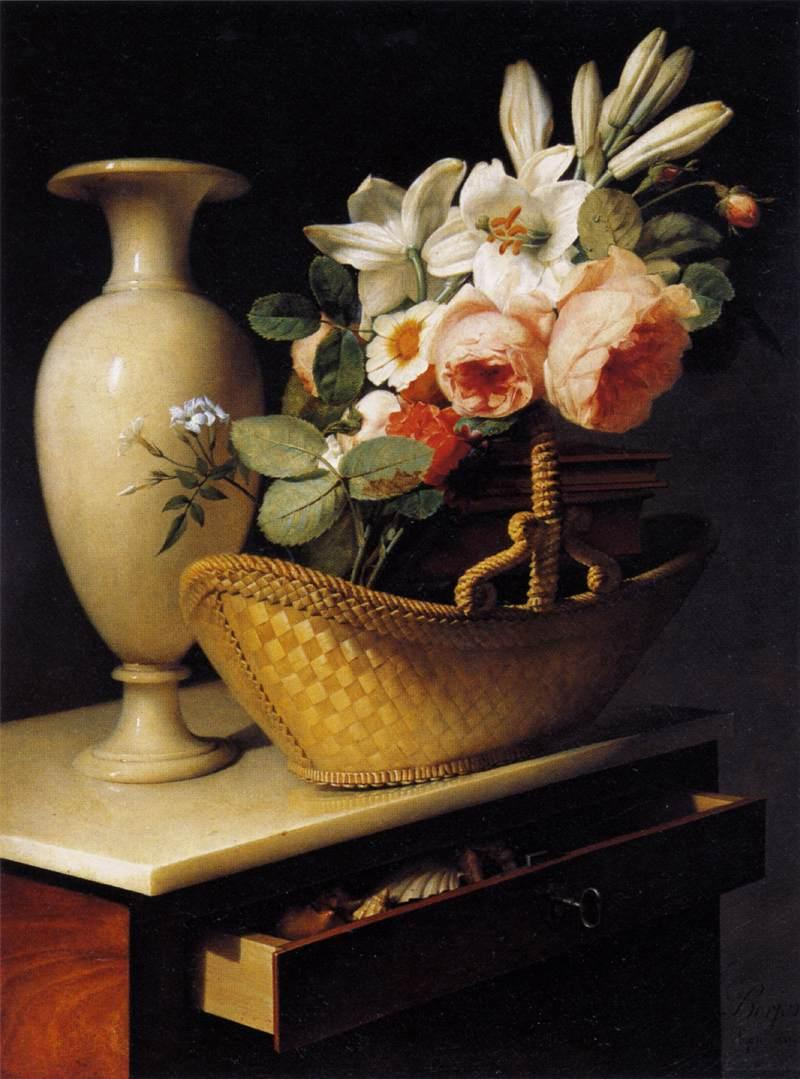
Bouquet de lis et de roses dans une corbeille posée sur une chiffonnière d'Antoine Berjon

Cette page concerne l'année 1814 en arts plastiques.

## Œuvres
- Dos de mayo, huile sur toile de Francisco de Goya.
- Tres de mayo, huile sur toile de Francisco de Goya.
- La Grande Odalisque, huile sur toile de Jean-Auguste-Dominique Ingres.
- Raphaël et la Fornarina, tableau de Jean-Auguste-Dominique Ingres.
- Bouquet de lis et de roses dans une corbeille posée sur une chiffonnière, huile sur toile, 66,5 × 49,5 cm d'Antoine Berjon, Paris, Musée du Louvre

## Naissances
- 9 janvier : Émile Perrin, peintre, critique d'art et décorateur de théâtre français († 8 octobre 1885),
- 13 janvier : William Blundell Spence, artiste, musicien et peintre britannique († 23 janvier 1900),
- 1er février : Jean-Baptiste Capronnier, peintre verrier belge d'origine française († 31 juillet 1891),
- 8 février : Julien-Léopold Lobin, maître verrier  français († 11 mai 1864),
- 27 février : Charles Baugniet, peintre, lithographe et aquarelliste belge († 5 juillet 1886),
- 3 mars : Louis Buvelot, peintre, lithographe, dessinateur, photographe et enseignant suisse († 30 mai 1888),
- 6 mars : Jean-Baptiste-Ange Tissier, peintre français († 4 avril 1876),
- 9 mars : Taras Chevtchenko, poète, peintre, ethnographe et humaniste russe († 10 mars 1861),
- 19 avril : Édouard Vasselon, peintre de fleurs et portraitiste français († 28 octobre 1884).
- 20 avril : Georgiana Houghton, peintre et spirite britannique († 1884).
- 25 avril : Charles Le Roux, peintre paysagiste et homme politique français († 27 février 1895),
- 1er mai : Charles Porion, peintre français († 1908),
- 4 mai : François-Auguste Ravier, peintre paysagiste français († 26 juin 1895),
- 10 mai : Luigi Bisi, peintre, dessinateur et architecte italien († 11 septembre 1886),
- 15 mai : Antoine Chintreuil, peintre français († 8 août 1873),
- 21 mai : Louis Janmot, peintre et poète français († 1er juin 1892),
- 14 juin : Jules Salles-Wagner, peintre français († 30 décembre 1900),
- 17 juin :
  - Carl Wilhelm Hübner, peintre allemand († 5 décembre 1879),
  - Jules Jean François Pérot, peintre français († 11 décembre 1876),
- 9 juillet : Henry Vianden, lithographe et graveur américain d'origine allemande († 5 février 1899).
- 26 juillet : Auguste Steinheil, peintre français († 16 mars 1885),
- 6 août : Henri Guillaume Schlesinger, peintre de portrait et de genre allemand († 21 février 1893),
- 12 août : Charles Octave Blanchard, peintre français († 12 juillet 1842),
- 26 août : Janez Puhar, prêtre, photographe, poète et peintre slovène alors dans l'empire d'Autriche († 7 août 1864),
- 16 septembre : Jean-Baptiste Heraclée Olivier de Wismes, dessinateur, graveur et lithographe français († 5 janvier 1887),
- 29 septembre : Polyclès Langlois, graveur, dessinateur et peintre français († 30 novembre 1872),
- 4 octobre :
  - Jean-François Millet, peintre français († 20 janvier 1875),
  - Théodore Fourmois, paysagiste, peintre de scènes de genre, aquarelliste, dessinateur et graveur belge († 16 octobre 1871),
- 14 octobre : Édouard Baille, peintre français († 22 mai 1888),
- 19 octobre : Theodoros P. Vryzakis, peintre grec († 6 décembre 1878),
- 22 octobre : Auguste Clésinger, peintre et sculpteur français († 5 janvier 1883),
- 17 décembre : Antoine Vialon, dessinateur, graveur, éditeur de musique et compositeur français († 4 mars 1866),
- 28 décembre : Eugène Appert, peintre français († 8 mars 1867),
- 31 décembre : Silvestro Valeri, peintre italien († 1902),

date inconnue
- Charles Bour, lithographe et dessinateur français († 1881),
- Eugène Laville, peintre français († 6 novembre 1869),
- Sani ol molk, peintre et illustrateur de livres perse († 1866).

## Décès
- 28 janvier : Pierre Lacour, peintre français (° 14 avril 1745),
- 14 mars : Jean-Marie-Joseph Ingres, sculpteur, peintre et décorateur d'intérieur français (° 1754),
- 22 juin : Francesco Celebrano, peintre et sculpteur italien (° 27 mars 1729),
- 21 août : Antonio Carnicero Mancio, peintre espagnol (° 10 janvier 1748),

date inconnue
- Georg-Sigmund Facius, graveur allemand (° vers 1750).